# Minami Tanaka
Minami Tanaka (田中 美海 Tanaka Minami?), Prefectura de Kanagawa, 22 de enero de 1996) es una seiyū japonesa. También se la conoce como Miñami (みにゃみ Minyami?).
Ha interpretado personajes como Hana Fountainstand en Hanayamata y Hinata Okano en Ansatsu Kyoshitsu, entre otros. Está afiliada a 81 Produce.
Ha recibido, junto a Ari Ozawa y Sayaka Senbongi, el premio a la "Mejor actriz revelación" en la 11º ceremonia de los Seiyū Awards.

## Roles Interpretados

### Series de Anime
2014
- Hanayamata como Hana N. Fountainstand.
- Hi-sCoool! SeHa Girls como Game Gear.
- PriPara como Nodoka (ep 7), Kotone (ep 21) y Non Manaka (13 episodios).
- Wake Up, Girls!'_ como Minami Katayama.

2015
- Ansatsu Kyoshitsu como Hinata Okano.
- Hacka Doll the Animation como Mobami (ep 7) y la Princesa Kirara (ep 8).

2016
- Ansatsu Kyoshitsu 2 como Hinata Okano.
- Hai-Furi como Junko "Jun-chan" Heki.
- Mahō Shōjo Nante Mō Ii Desu Kara. como Daiya.
- Schwarzesmarken como Katia Waldheim.
- Shakunetsu no Takkyū Musume como Akari Kamiya.

2017
- Kakegurui como Meari Saotome.

2018
- Killing Bites como Pure Inui
- Caligula como Suzuna Kagura.
- Zombie Land Saga como Lily Hoshikawa/Masao Gō

2019
- Kakegurui XX como Meari Saotome.
- Isekai Cheat Magician como Myura[5]
- Hitori Bocchi no Marumaru Seikatsu como Sunao Nako

2021
- Yakunara Mug Cup mo como Himeno Toyokawa[6]

2022
- Kunoichi Tsubaki no Mune no Uchi como como Kikyō.
- Kakegurui Twin como Meari Saotome.
- Nōmin Kanren no Skill Bakka Agetetara Nazeka Tsuyoku Natta como Fal-Ys Meigis.
- Yūsha Party wo Tsuihou Sareta Beast Tamer, Saikyōshu no Nekomimi Shōjo to Deau como Sora

2024
- Grendizer U como Grace Maria Fleed

### Especiales
2016
- Wake Up, Girls! no Miyagi PR Yarasete Kudasai! como Minami Katayama.
- Wake Up, Girl Zoo! Miyagi PR de Go! como Minami.

### ONAs
2014
- Wake Up, Girl Zoo! como Minami.

### OVAs
2013
- Wake Up, Girls! Deai no Kiroku: A Brief Recording como Minami Katayama.

### Películas
2014
- Wake Up, Girls! Shichinin no Idol como Minami Katayama.

2015
- Wake Up, Girls! Beyond the Bottom como Minami Katayama.
- Wake Up, Girls! Zoku Gekijōban como Minami Katayama.

### Drama CD
- Shinozaki-san Ki wo Ota Shika ni! como Kaede Sasamura.

### Videojuegos
- Age Of Ishtaria como Shuten.
- Ansatsu Kyoushitsu: Koro-sensei Dai Hōimō como Hinata Okano.
- Caligula como Suzuna Kagura.
- Chōjigen Taisen Neptune VS Sega Hard Girls: Yume no Gattai Special como Game Gear.
- Schwarzesmarken como Katia Waldheim.
- Fate/Grand order como Nitocris.
- Magia Record order como Hotori Yuzuki.
- Blue Archive como Alice Tendou

## Música

### Wake Up, Girls!
- Para la serie de anime Wake Up, Girls!, interpretó los openings Tachiagare! (タチアガレ！) y 7 Girls' War, y el ending Kotonoha Aoba (言の葉 青葉).[7][8]
- Participó del tema Bokura no Frontier, ending de la serie Shakunetsu no Takkyū Musume.[9]
- Realizó el sencillo Character song series 2 Minami Katayama (Soreike Otome), en su rol como Minami Katayama. En su semana de lanzamiento vendió 1.135 copias, llegando al puesto 50 del ranking de ventas japonés.[10]
- Sencillo Character song series3 Minami Katayama (Ponto PUSH! Motto SMILE!), como Minami Katayama.[11]

### Otras interpretaciones
- Como parte del "Team Hanayamata", ha participado del opening Hana wa Odore ya Irohaniho (花ハ踊レヤいろはにほ) y del ending del capítulo 12 Hanayuki (花雪) del anime Hanayamata.[12][13]
- Interpretó el ending de Hi-sCoool! SeHa Girls: Wakai Chikara -SEGA HARD GIRLS MIX- (若い力 -SEGA HARD GIRLS MIX-). Lo hizo junto con Mai Aizawa, Yū Serizawa, Naomi Ōzora y Haruna Momono.[14]
- Como parte de "Zähre", cantó el ending Kanashimi ga Jidai wo Kakeru (哀しみが時代を駆ける) de la serie Schwarzesmarken.[15][16]
- Como parte de "Suzumegahara Chuugaku Takkyuu-bu" participó del tema de la serie Shakunetsu no Takkyū Musume: Shakunetsu Switch.[17] En su semana de lanzamiento el sencillo vendió 2.292 copias.[18]
- En su rol como "Rinaria", y en compañía de Inori Minase, Yumi Uchiyama, Yui Ogura y Natsumi Takamura, ha participado del sencillo Never Ending Fantasy ~GRANBLUE FANTASY~ de la franquicia de videojuegos Granblue Fantasy. En su semana de lanzamiento ha alcanzado el puesto 9 en ranking de ventas en Japón.[19]
- Como parte de "Rodanthe*", ha interpretado los temas del especial Kin-iro Mosaic: Pretty Days: Happy * Pretty * Clover, Shining Star y Starring!!.[20]
- Junto con Himika Akaneya participó del opening Brand New Dreamer de la serie PriPara. En su semana de lanzamiento su sencillo vendió 1.058 copias, siendo el 55.º más vendido aquella semana.[10]
- En su rol como Suzuna Kagura participará del ending Hypno de la serie de anime adaptada del videojuego Calígula.[21]